# Alexa Glatch
Alexa Glatch (Newport Beach, Estados Unidos; 10 de septiembre de 1989) es una ex tenista profesional estadounidense. Su mejor ubicación en el ranking WTA de individuales fue N°102 del mundo en agosto de 2009.
Tras participar en Wimbledon en 2013, Glatch se tomó 15 meses de descanso para lidiar con lesiones. Se sometió a cirugías de muñeca y cadera y pasó por una rehabilitación exhaustiva. Cuando regresó al tenis competitivo en octubre de 2014, ganó el un torneo de dobles un evento de $50k de la ITF.
La ITIA la incluyó como jugadora retirada el 31 de mayo de 2024.

## Títulos

### Individuales (0)
| Leyenda               |
| Grand Slam (0)        |
| WTA Championships (0) |
| Premier (0)           |
| International (0)     |

#### Finalista (0)
| Leyenda                    |
| Grand Slam (0)             |
| WTA Tour Championships (0) |
| Premier (0)                |
| International (0)          |